# Locomoció terrestre

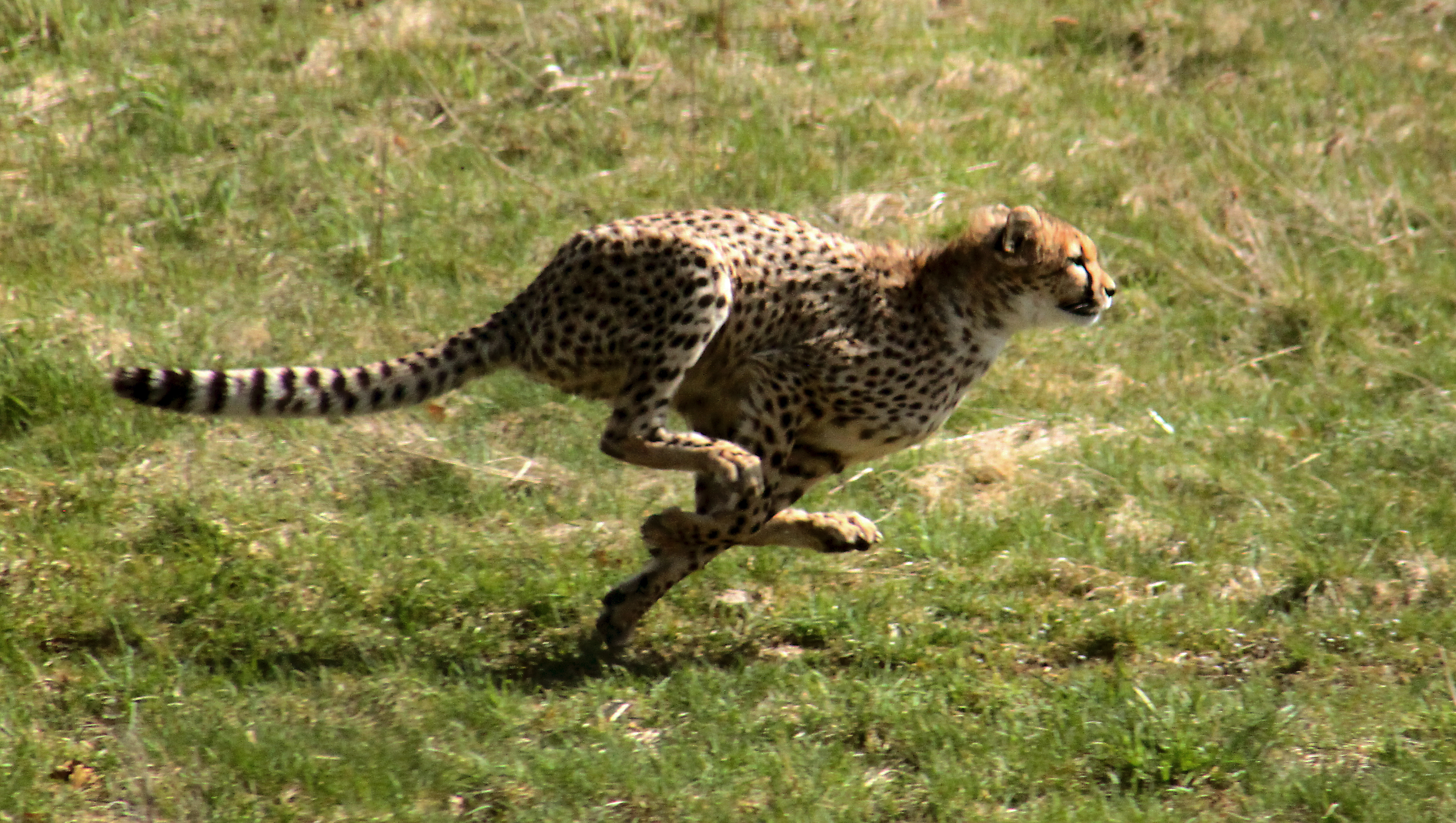
El guepard és un exemple de locomoció terrestre amb quatre potes

La locomoció terrestre ha evolucionat en la mesura que els animals es van adaptar a un entorn terrestre, passant de medis aquàtics a medis terrestres. La locomoció terrestre presenta una sèrie de característiques i problemes diferents del desplaçament en ambients aquàtics; així, una menor fricció és reemplaçada per un augment en els efectes de la força de gravetat. Els animals terrestres tenen tres formes bàsiques de locomoció:
- Locomoció mitjançant potes o extremitats. Desplaçament utilitzant els seus membres o apèndixs.
- Locomoció sense extremitats. Desplaçament sense cames, principalment mitjançant l'ús del cos mateix com a estructura de propulsió.
- Rodolant el cos sobre el substrat.

## Locomoció mitjançant extremitats
El moviment de les caques, d'apèndixs especialitzats, és la forma més comuna de locomoció terrestre; és la forma bàsica de locomoció dels dos grans grups amb molts membres terrestres: els amfibis i els culs. Els aspectes importants de la locomoció amb potes són la postura (la forma en què es recolza el cos en les cames), el nombre de potes i l'estructura funcional de les cames i els peus. També hi ha moltes maneres de caminar, la forma de moure les cames en la locomoció; així, s'especifiquen accions com caminar, córrer o saltar.

### Postura

Articulació del maluc i postures de les extremitats posteriors

Els apèndixs es poden utilitzar per al desplaçament de diferents maneres. La postura, la forma en què es recolza el cos sobre les cames, és un aspecte important. Charig va identificar tres formes principals en què els vertebrats es poden mantenir sobre si mateixos amb cames: en extensió o expansió, semi-erecte, i completament erecte. Alguns animals poden utilitzar diferents postures en circumstàncies diferents, en funció de determinades avantatges mecàniques de la postura. Curiosament, entre les diferents postures no hi ha cap diferència perceptible en la despesa energètica.
La postura en extensió és la més primitiva, i és la posició del membre original del que els altres animals han evolucionat. Les extremitats superiors estan generalment en posició horitzontal, mentre que les extremitats inferiors estan en una disposició vertical, tot i que l'angle de l'extremitat superior pot ser substancialment més gran en els grans animals. El cos pot arrossegar-se per terra, com en les salamandres, o poden presentar una posició més elevada, com en determinats varànids. Aquesta postura s'associa típicament a un trot i, durant el moviment, el cos es doblega de banda a banda per augmentar la longitud del pas. Tots els rèptils amb extremitats i les salamandres utilitzar aquesta postura, i també en el caminar de diverses espècies de granotes; i igual que l'ornitorrinc. Exemples habituals es poden trobar entre els peixos amfibis, com Periophthalmus, que s'arrosseguen per terra amb les seves aletes robustes. Entre els invertebrats, la majoria dels artròpodes –que inclou els insectes que és el grup més divers de tots els animals–, tenen una posició que es descriu millor com a extensió. També hi ha evidències que algunes espècies de pops (com ara el gènere Pinnoctopus) també poden arrossegar-se en el medi terrestre durant una curta distància arrossegant el seu cos amb el suport dels seus tentacles (per exemple, per perseguir preses entre els gorgs). El punt i la postura erecta és més precisa interpretar-se com una postura molt elevada en extensió. Aquesta tipus de locomoció es troba típicament en els llangardaixos de grans dimensions, com varans i tegus.

Exemple de locomoció terrestre. Un cavall, un quadrúpede ungulat amb postura erecta, fent galop. Seqüència de fotos animades d'Eadweard Muybridge.

Els mamífers i els ocells solen tenir una postura totalment erecte, encara que cada un ha evolucionat de forma independent. En aquests grups les cames se situen sota del cos. Aquesta és la causa per la qual se'ls vincula amb l'evolució de l'endotèrmia, ja que permet llargs períodes d'activitat. La postura totalment erecte no és necessàriament la postura "més evolucionada", ja que les proves suggereixen que els cocodrils, força primitius, desenvolupen una posició semi-erecta amb el suport de les seves extremitats davanteres com a resultat de l'adaptació a un estil de vida sobretot aquàtic, encara que les seves extremitats posteriors es continua mantenint totalment erecte. Per exemple, Erpetosuchus, un cocodril prehistòric del Mesozoic, es creu que mantenia una postura totalment erecte i era terrestre.

### Nombre de cames

El cuc de vellut, un onicòfor, té moltes potes.

El nombre d'apèndixs locomotors varia molt entre els animals, i de vegades el mateix animal pot utilitzar un nombre diferent de cames segons les circumstàncies. El millor candidat pel moviment amb una pota (unípoda) és el col·lèmbol, que si bé normalment és hexàpoda, s'allunya del perill amb l'ajuda de la seva fúrcula, una tipus de cua bifurcada, que pot ser ràpidament desplegada des de la part inferior del seu cos.
Un nombre determinat d'espècies es desplacen o es mantenen sobre dues potes; és a dir, són bípedes. Un grup que és exclusivament bípede és el dels ocells, ja sigui caminant o saltant. També hi ha un determinat nombre de mamífers bípedes. La majoria d'aquests es mouen només saltant, com el macròpodes i diversos rosegadors. Només alguns mamífers, com els éssers humans i el pangolí gegant, mostren habitualment una manera de caminar bípeda. També algunes sargantanes poden córrer amb les seves dues potes del darrere. Macròpodes com els cangurs són l'únic exemple de mamífers d'un moviment trípede; tenen una cua ben musculada i quan es mou lentament, pot alternar entre el descans del seu pes amb la cua i les seves dues potes del darrere.
Amb l'excepció de les aus, tots els grups de vertebrats terrestres amb cames són majoritàriament quadrúpedes; els mamífers, rèptils i amfibis, en general, es desplacen amb les quatre potes. Fins i tot hi ha exemples quadrupèdia en el grup més divers d'animals terrestres, els insectes, que estan incloses en el tàxon més gran conegut, els hexàpodes. Hi ha excepcions en els pregadéus i en els escorpins d'aigua, que són quadrúpedes, ja que els seves apèndixs anteriors s'han modificat per ser prènsils; també hi ha algunes papallones que utilitzen només quatre potes, i alguns tipus de larves d'insectes amb forma de cucs que poden no tenir cames, o n'hi ha que tenen apèndixs addicionals abdominals com, per exemple, les erugues.
Les aranyes i molts dels seus parents tenen vuit potes; són octòpodes. I hi ha animals amb un nombre més gran. Els crustacis terrestres poden tenir-ne més; així, les cotxinilles tenen catorze potes. A més, com s'ha comentat anteriorment, algunes larves d'insectes, com erugues i larves de símfits, a més de les sis potes habituals dels insectes, tenen un màxim de cinc (erugues) o nou (símfits) potes addicionals. Algunes espècies d'invertebrats tenen un elevat nombre de potes; els onicòfors com el cuc de vellut, tenen potes curtes en tota la longitud del seu cos, amb diverses desenes de parells de potes. Els centpeus tenen un parell de potes per cada segment del cos i, de manera general, arriben a unes 50 potes, tot i que algunes espècies en tenen més de 200. Els animals terrestres amb més potes són els milpeus. Tenen dos parells de potes per cada segment del cos, i en les espècies més comunes tenen entre 80 i 400 potes; i alguna rara espècie, com Illacme plenipes, que arriba a tenir fins a 750 potes. Els animals amb moltes potes normalment es mouen amb un ritme metacronal, que dona l'aparença d'ones de moviment que "viatgen" al llarg de les cames.

### Cama i estructura dels peus
Les extremitats dels tetràpodes, model habitual en els vertebrats terrestres, tenen ossos interns, amb els músculs connectats externament per al moviment, i la forma bàsica té tres articulacions fonamentals: l'articulació del maluc, l'articulació del genoll i l'articulació del turmell, en la qual el peu està adjunt. Dins d'aquest esquema, hi ha molta variacions formals. Una varietat alternativa de "cama" de l'extremitat dels vertebrats tetràpodes són les aletes que es troben en els peixos amfibis. També alguns tetràpodes, com el macròpodes, han adaptat les seves cues com apèndixs locomotors.
La forma bàsica del peu vertebrats té cinc dits, però, alguns animals han evolucionat amb menys elements i alguns tetràpodes primitius en tenien més; Acanthostega tenia vuit dits. Els peus s'han desenvolupat de diverses maneres en funció de les necessitats de l'animal. Una variació clau és en quina zona es recolza el pes de l'animal i això agrupa els vertebrats en plantígrads, digitígrads i ungulígrads. La majoria dels vertebrats, els amfibis, els rèptils i alguns mamífers com els humans i els ossos, són plantígrads: caminen sobre el conjunt de la part inferior del peu. Molts mamífers, com gats i gossos són digitígrads i caminen sobre els seus dits dels peus; la longitud del pas és superior i permet més velocitat; els mamífers digitígrads també sovint s'han especialitzat en el moviment silenciós. Els ocells són també digitígrads.
Alguns animals com els cavalls són ungulígrads i caminen sobre les puntes dels seus dits dels peus. Això augmenta encara més la longitud de la gambada i, per tant, la seva velocitat. Uns pocs mamífers també són capaços de desplaçar-se sobre els artells, almenys en les seves potes davanteres. Caminar amb els artells permet que l'extremitat davanteres s'especialitzin en la recollida d'aliments o enfilar-se, igual que els grans simis i els extints calicotèrids; o per al medi aquàtic, com l'ornitorrinc. En els animals on les extremitats s'han convertit en mans funcionals, caminar amb les mans també és possible.
Entre els invertebrats terrestres hi ha una sèrie de tipus d'extremitats. Les potes dels artròpodes són articulades i reben el suport de l'"armadura" externa, i els músculs units a la superfície interna d'aquest exoesquelet. Un altre model de potes en invertebrats terrestres es presenten en els onicòfors, que tenen uns apèndixs tous i rabassuts que tenen el suport d'un esquelet hidroestàtic. Les potes abdominals d'algunes erugues que s'afegeixen a les sis potes estàndard dels insectes tenen una forma semblant a les dels onicòfors, i suggereixen un avantpassat comú llunyà.

### Maneres de desplaçar-se

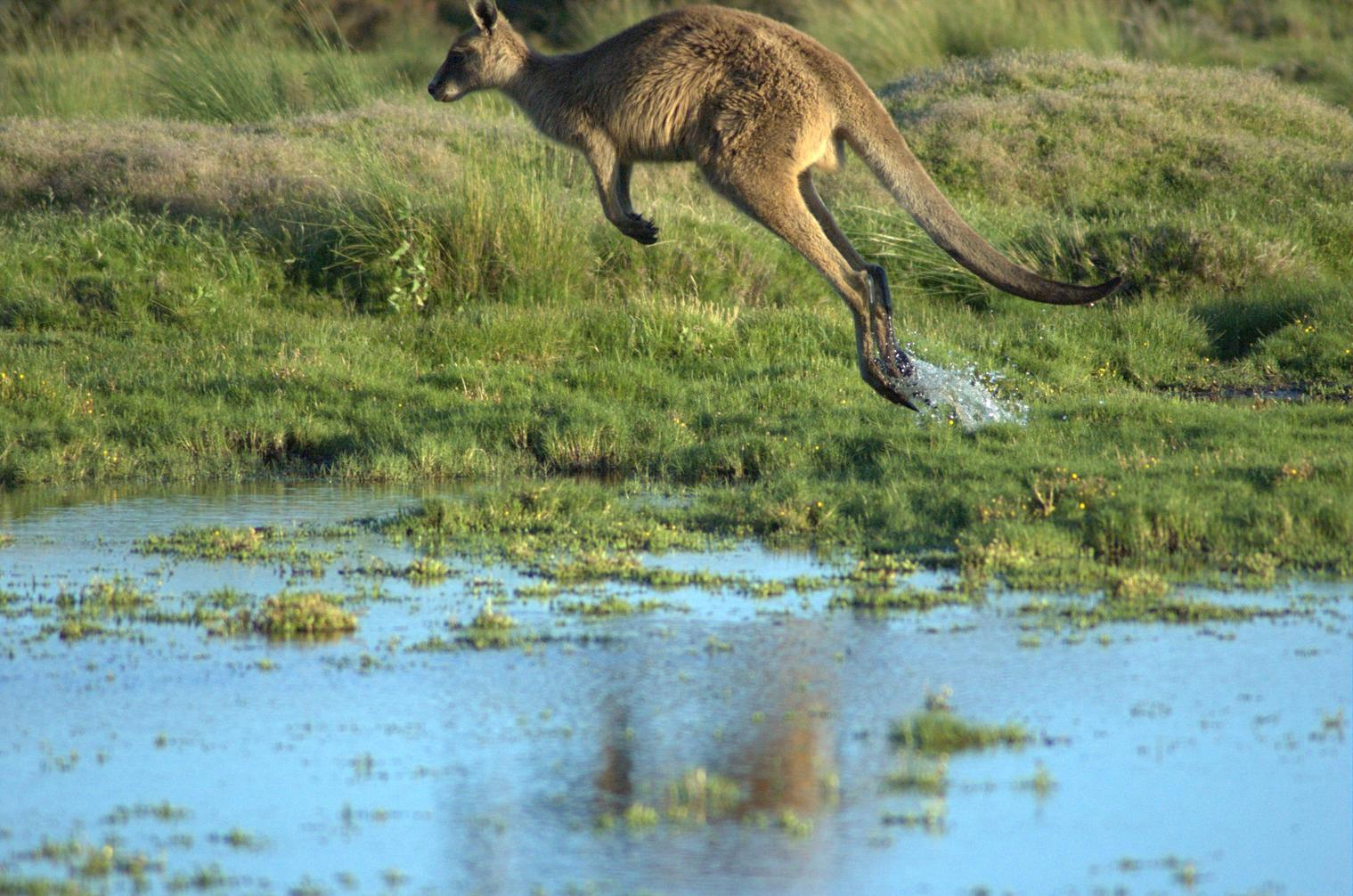
Salt d'un cangur

Els animals mostren una àmplia gamma de maneres de desplaçar-se, de controlar els seus apèndixs en el moment de la locomoció, que es poden agrupar d'acord amb els patrons de la seqüència del suport. En el cas dels quadrúpedes, hi ha tres categories principals: caminar, córrer i saltar. En determinades classificacions, hi ha fins a 60 models: 37 maneres de caminar a peu, 14 maneres de caminar en execució i 9 maneres de caminar saltant.
Caminar és la marxa més habitual, on hi ha un peu a terra en un moment donat i que es troben en gairebé tots els animals amb potes. En un sentit informal, es considera que es camina quan en alguns punts de la gambada tots els peus no toquen a terra en un moment de suspensió. Tècnicament, però, moments de suspensió es produeixen en el trot i quan es salta, en el trot i el galop. Maneres de desplaçar-se que comprengui un o més moments de suspensió es troba en molts animals, i en comparació al caminar més ràpid; però, pel que fa a la despesa d'energia, són formes més costoses de locomoció.
Els animals fan servir diferents maneres de desplaçar-se i ho fan a diferents velocitats, i segons les necessitats del terreny i de les situacions en què es troben. Per exemple, els cavalls mostren quatre formes naturals: la més lenta és el passeig a cavall; a continuació, hi ha tres maneres de caminar que, de més lent a més ràpid són el pas, el trot i el galop. Els animals també poden tenir formes inusuals que s'utilitzen ocasionalment, com per desplaçar-se cap als costats o cap enrere. Per exemple, els humans, que són bípedes, fonamentalment caminen i corren, però puntualment utilitzen molts altres tipus de desplaçament, com pot ser anar a quatre potes en espais de mida reduïda.
En el caminar, i per a molts animals en la marxa, s'alterna el moviment de les cames a cada costat del cos. Altres animals, com en un cavall al galop o en una eruga, hi ha una alternança entre les potes davanteres i posteriors. Una alternativa és el salt on totes les potes es mouen simultàniament; com a principal mitjà de locomoció, aquest mecanisme es dona en bípedes o semi-bípedes. Entre els mamífers, el salt és d'ús comú entre els macròpodes (cangur i parents), jerbu marsupial, rata llebre sud-africana, rata cangur i lèmurs. Alguns tendons de les potes del darrere del cangur són molt elàstics, i permeten que puguin rebotar amb eficàcia pel que fa a la conservació d'energia; aquesta eficiència és necessària per moure's en un ambient pobre en nutrients. El salt també és utilitzat per molts petits ocells. Les granotes i les puces també salten.
La majoria dels animals es mouen en la direcció del seu cap. No obstant això hi ha algunes excepcions. Els crancs es desplacen cap als costats, i les rates talp nues, que viuen en túnels subterranis estrets, poden moure's cap enrere o cap endavant amb la mateixa facilitat. El cranc de riu es pot moure cap enrere també molt ràpidament.
L'anàlisi de la marxa és l'estudi de la marxa en els éssers humans i altres animals. Això pot implicar enregistraments en vídeo fent servir marcadors en determinats punts de referència anatòmics i mesurar les forces dels seus petjades amb transductors de sòl per calibrador la tensió. També es poden posar elèctrodes a la pell per mesurar l'activitat muscular.

## Locomoció sense extremitats

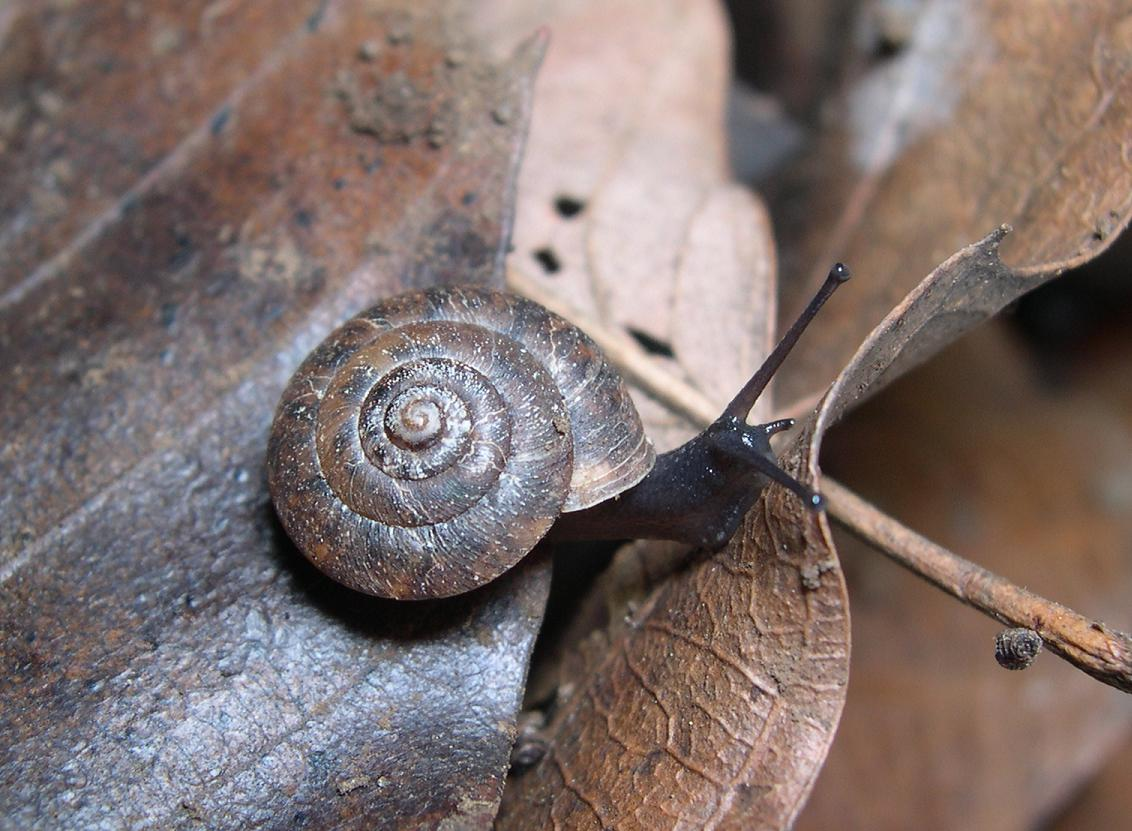
Un cargol es mou per lliscament

Hi ha un nombre de vertebrats terrestres i amfibis, així com determinats invertebrats, que no tenen extremitats o apèndixs per desplaçar-se. Aquests animals, a causa de la manca d'apèndixs, utilitzen el seu cos per generar la força de propulsió. Aquests moviments es descriuen com "lliscament" o "arrossegament" (reptar), encara que no estan formalment en la literatura científica i aquest últim terme, reptar, s'utilitza també per a alguns animals amb el moviment de les quatre extremitats. Tots els animals sense membres provenen de grups de sang freda; no hi ha animals endotèrmics sense extremitats; és a dir, no hi ha ocells o mamífers sense extremitats.

### Superfície inferior del cos
Si el peu és important per als mamífer que tenen potes, pels animals sense extremitats la part inferior del cos és important. Alguns animals, com les serps o els llangardaixos sense potes es mouen amb l'ajuda de part inferior. Altres animals tenen mecanismes diferents; hi ha mol·luscs com els llimacs i els cargols que es desplacen sobre una capa de mucositat que és secretada per la seva part inferior, substància que redueix la fricció i, alhora, serveix de protecció quan es passa per sobre d'objectes afilats. Els cucs de terra tenen petites truges (pèls) que s'enganxen en el substrat i els ajuden en el moviment. També n'hi ha que tenen ventoses en els extrems del cos com, per exemple, les sangoneres; aquestes ventoses els serveixen d'ancoratge de la part del darrere i poden propulsar la part davantera; quan aquesta s'ancora, la part del darrere avança, i així successivament. Un animal amb potes, com les erugues, també es mou així.
Hi ha animals sense extremitats també es pot moure amb el pedal ones locomotores, onejant la part inferior del cos. Aquest és el principal mètode utilitzat en els mol·luscs com els llimacs i cargols, i cucs grans, alguns altres cucs, i fins i tot foques sense orelles. Les onades poden moure's en la direcció oposada al moviment, conegut com a ones de retrocés, o a la mateixa direcció que el moviment, conegut com a ones directes. Els cucs es mouen per les ones retrògrada com a alternativa la inflor i la contractació al llarg del seu cos, inflor de les seccions que se celebra en el seu lloc amb bolets. Mol·luscs aquàtics com les pegellides, que de vegades fora de l'aigua, tendeixen a moure's mitjançant ones de retrocés. No obstant això, els mol·luscs terrestres, com els llimacs i els cargols tendeixen a utilitzar les ones directes. Cucs marins com les foques també utilitzen les ones directes.
La majoria de les serps es mouen amb ondulació lateral, on una onada lateral viatja pel cos de la serp en la direcció oposada a la serp de moviment i empeny a les irregularitats de serp a la terra. Aquesta manera de locomoció requereix aquestes irregularitats a la funció. Una altra forma de locomoció, la locomoció rectilínia, s'utilitza de vegades per algunes serps, sobretot les grans com les pitons i boes. Aquí gran escala a la part inferior del cos, conegut com a escuts s'utilitzen per empènyer cap enrere i cap avall. Això és efectiu sobre una superfície plana i s'utilitza per al moviment lent, en silenci, com quan aguaitant les seves preses. Les serps utilitzen acordió locomoció per a moure's lentament en els túnels, aquí la serp suplents en reforços parts del seu cos en l'envolta. Finalment les serps caenophidian utilitzar el mètode ràpid i inusual del moviment conegut com a sidewinding a la sorra o terra solta. La serp a través de cicles de llançament de la part davantera del seu cos en la direcció del moviment i portar la part de darrere del seu cos a l'ample en la línia.

### Rodolant

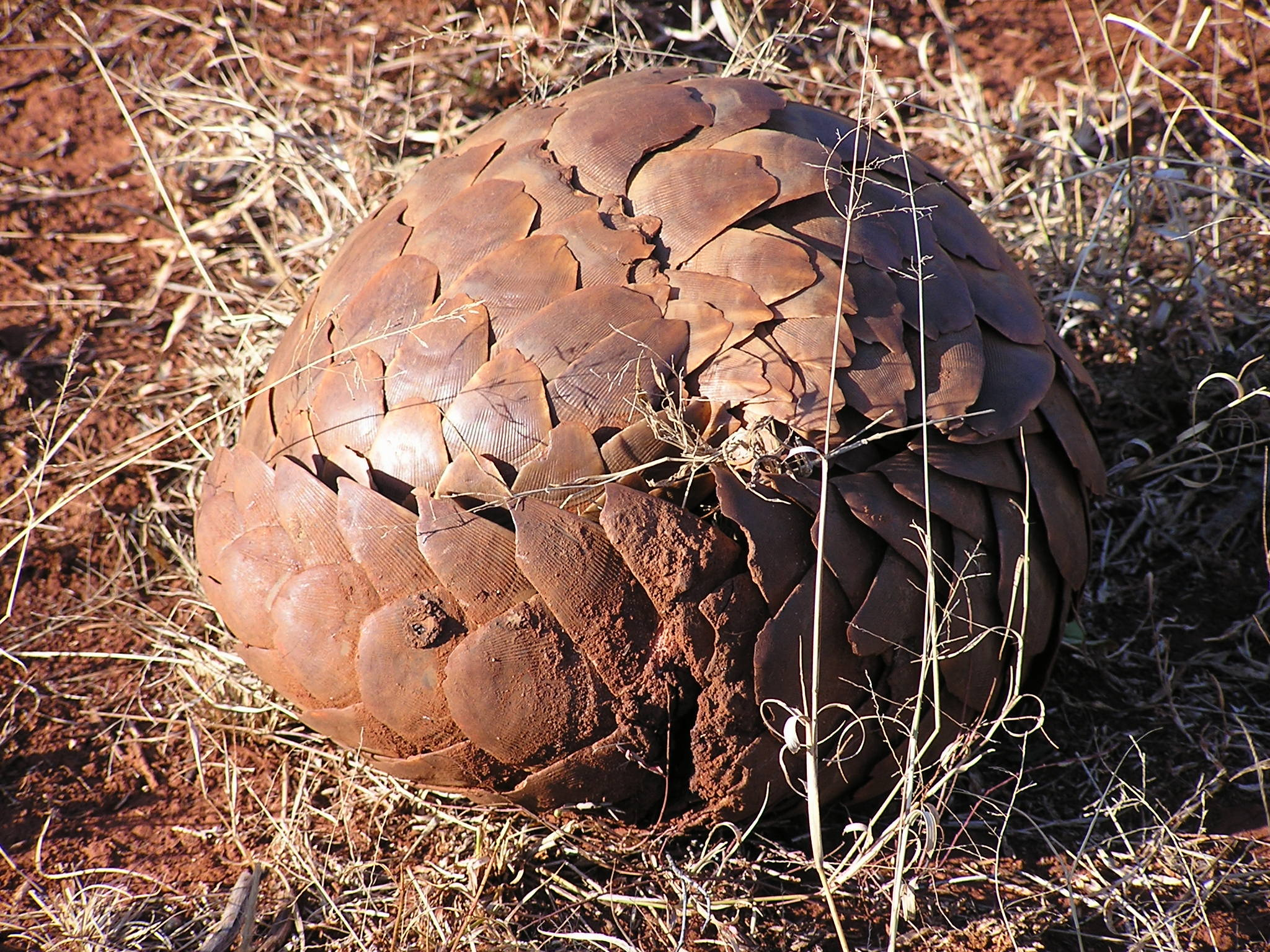
El pangolí Manis temminckii en posició defensiva

Tot i que els animals mai han evolucionat les rodes per a la locomoció. Vegeu la rotació dels sistemes vius; un petit nombre d'animals es mouen de vegades per rodar el seu cos. Animals rodant es poden dividir en els que roden sota la força de la gravetat i els que roden amb el seu propi poder.

### La gravetat assistida
Salamandra Web dits. Aquesta vida de 10 cm de llarg salamandra als turons escarpats de les muntanyes de Sierra Nevada. Quan és pertorbat o espantat que s'enrosca com una pilota petita sovint causant que rodi costa avall (García-París i han de 1995).
Guijarro gripau (Oreophrynella niger). Aquest gripau viu sobre de tepui a les terres altes de Guaiana Amèrica del Sud. Quan se sent amenaçat, sovint per les taràntules, que rodi una pilota, i en general estan en un pla inclinat, roda lluny sota la gravetat com una pedra solta.
Aranyes Namib roda (Carparachne spp.), que es troba en el desert de Namib, activament a rodar per les dunes de sorra. Aquesta acció es pot utilitzar per escapar dels depredadors amb èxit, com ara les vespes Pompilidae taràntula, que pon els seus ous en una aranya paralitzada pel que les larves tenen prou menjar quan surten de la closca. Les aranyes voltejar el seu cos cap a un costat i després tombarella sobre les seves cames doblegades. La rotació és ràpid, amb la roda d'or Spider (aureoflava Carparachne) pujant a 20 revolucions per segon, moure a l'aranya a 1 metre per segon. A aquesta velocitat l'aranya apareix només com una borrosa bola.
Els pangolins, una espècie de mamífer cobert d'escates gruixudes rotllos en una atapeïda bola quan es veuen amenaçats. Els pangolins s'ha informat a rodar fora de perill, tant per la gravetat i mètodes d'autoalimentat. Una de pangolins en regió muntanyosa de Sumatra, a fugir de la investigadora, va córrer fins a la vora d'un pendent i es va ficar una bola a rodar pel pendent, estavellant a través de la vegetació, i cobrint un estimat de 30 metres o més en 10 segons (Tenalles 1975).

### Autoalimentat
Eruga de l'arna de la Mare-de-Perla, ruralis Pleuroptya. Quan és atacat, aquesta eruga va a tocar el cap a la cua i rodar cap enrere, fins a 5 revolucions a uns 40 cm per segon, que és aproximadament 40 vegades la seva velocitat normal.
Decemspinosa Nannosquilla, una mena de cos llarg, potes curtes Camarón Mantis, viu en zones arenoses poc profundes al llarg de la costa del Pacífic d'Amèrica Central i del Sud. Quan encallats per la marea baixa, el estomatópodos cm 3 es troba a l'esquena i realitza salts mortals cap enrere una i una altra. L'animal es mou cap amunt a dos metres al mateix temps rodar 20-40 vegades, amb velocitats de prop de 72 revolucions per minut. Això és d'1,5 longituds de cos per segon (3,5 cm / s). Els investigadors estimen que els actes estomatópodos com una roda de veritat al voltant del 40% del temps durant aquesta sèrie de corrons. El 60% restant del temps que té per "reactivar" un rotllo utilitzant el seu cos obert camí cap amunt i endavant.
Els pangolins han estat reportats a rodar fora de perill per mètodes d'autoalimentat. En presència d'un investigador de lleó al Serengeti a l'Àfrica, un grup de lleons envoltar un pangolí, però no va poder aconseguir la compra d'ella quan es va rodar com una pilota, de manera que els lleons es van asseure al voltant de l'espera i dormitant. Envoltat pels lleons, ella mateixa es desenrotlla una mica i donar-se a si mateix una empenta a rodar a certa distància, fins que en fer això diverses vegades que podia aconseguir prou lluny dels lleons per estar segur. Movent-se com això permetria un pangolí per cobrir la distància mentre que encara romanen en una bola de blindats de protecció.

## Límits i extrems
El més ràpid dels animals terrestres és el guepard, que poden arribar a velocitats màximes d'esprint d'aproximadament 104 km / h (64 mph). El llangardaix més ràpid s'està executant la Iguana Negre, que s'ha estat movent a la velocitat de gravat de fins a 34.9 km / h (21/07 mph).